# L'Union française (hebdomadaire)
Pour les articles homonymes, voir L'Union française.
L'Union française est une revue d'extrême-droite et collaborationniste, française, organe du Mouvement national-syndicaliste. Elle était dirigée par Philippe Dreux.